# オオマシコ

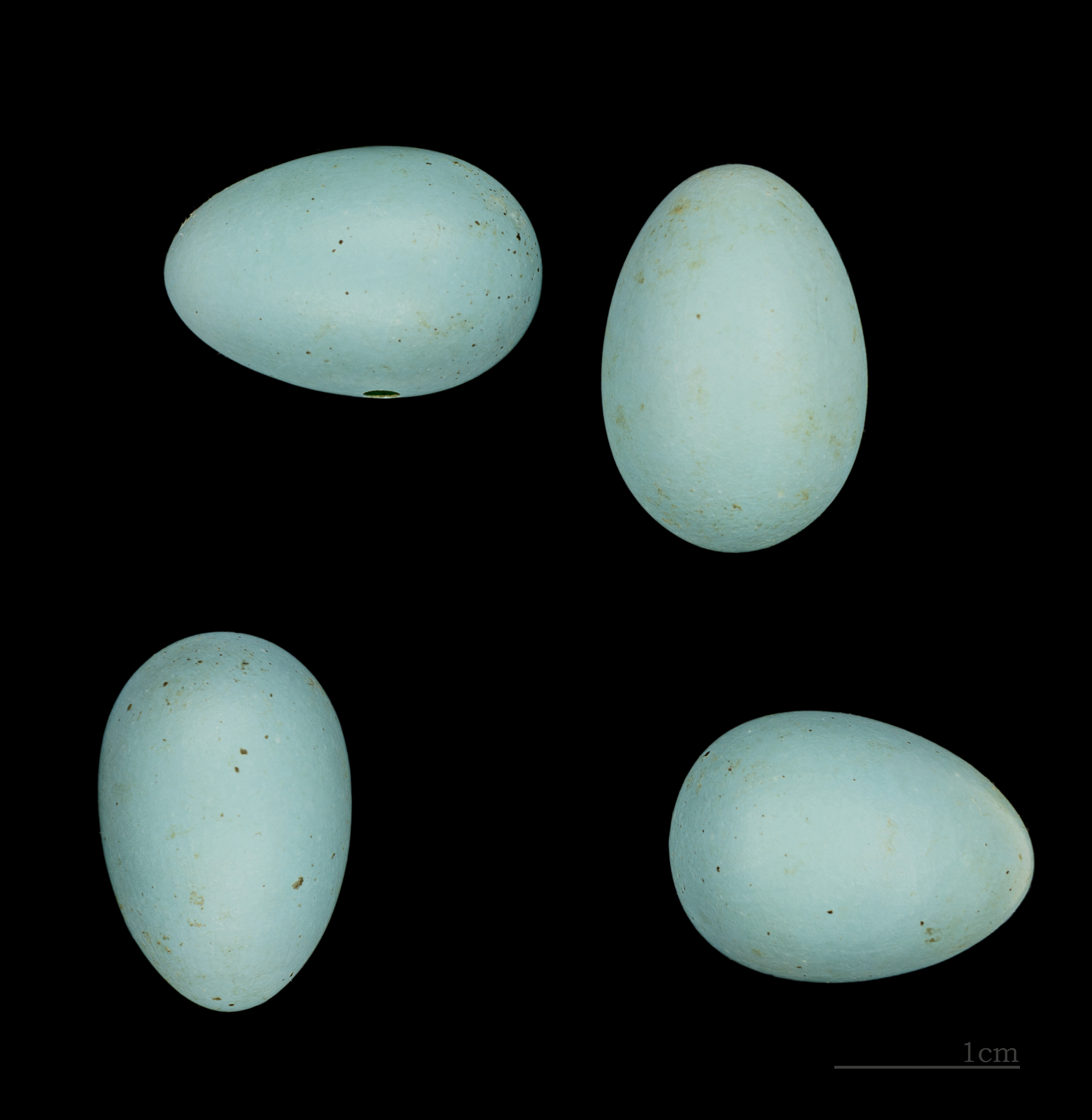
オオマシコの卵

オオマシコ（大猿子、学名：Carpodacus roseus）は、スズメ目アトリ科に分類される鳥類の一種である。

## 分布
中央シベリアから東シベリアにかけての亜寒帯の地域で繁殖し、冬季はモンゴル、中国東部、朝鮮半島に渡り越冬する。
日本では、冬鳥として本州中部以北に渡来するが、数はそれほど多くない。

## 形態
体長約17cm。日本産のマシコ類では大き目の体である。V字型の尾は他のマシコ類に比べるとやや短い。
雄成鳥は、頭部と背中、胸から腹にかけて鮮やかな紅色であり、額と喉に銀白色がはいる。また背と肩羽に黒い縦斑がある。雌は全体に淡褐色で、頭部、背中、胸、腹が淡く紅色がかっている。喉から胸のあたりまで細い褐色の縦斑がある。

## 生態
平地から山地の林、林縁の草地、農耕地などに生息する。
萩の実などを好む。
地鳴きは「チーッ」、「フィッ」など。